# Дюссо (ресторан)
«Дюссо» (раннее «Легран») — один из самых известных ресторанов Петербурга XIX века. Ресторан управлялся предпринимателем Леграном в конце 1830-х годов в здании доходного дома Жако. Гостей привлекала бочка у входа с плавающей в ней черепахой. Современники хвалили заведение за отменную кухню, сервировку и обслуживание, хотя отмечали однообразие подаваемых обедов. Среди меню встречались такие необычные блюда, как черепаший суп или омары. В качестве прислуги в ресторане работали одетые во фраки татары-лакеи, что дополнительно привлекало посетителей. Ресторан работал до глубокой ночи, его посещал Лермонтов. Считается, что именно Легран первым начал нанимать татар-официантов, отметив их честность при расчёте с клиентами. В ресторане была открыта бильярдная, которую часто посещал Лермонтов. В 1850-е годы ресторан приобрёл Дюссо, переименовавший его в честь себя. Новые хозяин ввёл в ресторане новую для России традицию организовывать банкеты юбилеев в честь юбилеев и периодически устраивал литературные вечера. 
«Дюссо» в своё время располагался напротив другого знаменитого ресторана — «Кюба», между двумя заведениями велась жёсткая конкуренция. Ресторан славился прежде всего своими французскими блюдами — супом по-рейнски, лангетами из говядины или томатным соусом. В ресторане также располагалась популярная бильярдная. «Дюссо», как подобало дорогому ресторану, предоставлял кредиты своим посетителям, однако к 1874 году ресторан перестал заниматься кредитованием из-за накопившихся клиентских долгов (некоторые клиенты задолжали ресторану до 40 000 рублей). На посещаемость заведения это повлияло отрицательно.
В 1880-х годах «Дюссо» был закрыт. На его месте открылся ресторан «Эрмитаж», переехавший с Васильевского острова. Многие посетители продолжали называть новый ресторан «Дюссо». В начале XX века в подвале доходного дома открылось арт-кафе «Бродячая собака».

## Посетители
В 1840-е годы по четвергам в «Дюссо» начала периодически встречаться золотая молодёжь. Заведение посещали знаменитые артисты Александринского театра. В середине XIX века ресторан считался самым модным в городе, в этот период рестораны стали впервые посещать женщины, так что посетители «Дюссо» приглашали своих жён. Сюда также стали приходить «камелии» — женщины-содержанки, искавшие богатых любовников.
В ресторане собирались богатые предприниматели, банкиры, писатели. До 1876 года в «Дюссо» завтракали, обедали и ужинали офицеры конной гвардии в одном из кабинетов
«Дюссо» посещали литераторы Гончаров, Дружинин, Островский, Панаев, Толстой, Шевченко и другие. В ресторане также устаивали ежемесячные обеды редакции журнала «Отечественные записки» и «Северная почта». Здесь, в 1859 году чествовали Александра Мартынова и провожали за границу Ивана Тургенева. Ресторан посещал Некрасов, посвятивший заведению такие строки:

У Дюссо готовят славно

Юбилейные столы

Там обедают издавно

Триумфаторы-орлы